# 諫早市立小野小学校
諫早市立小野小学校（いさはやしりつ おのしょうがっこう）は、長崎県諫早市宗方町にある公立小学校。

## 概要
歴史
1873年（明治6年）に小野村に開校した「小野小学校」を前身とする。2013年（平成25年）に創立140周年を迎える。
学校教育目標
「元気いっぱい、笑顔いっぱい、夢いっぱい」
校章
桜の花弁と五芒星、太陽を組み合わせたものを背景にして中央に校名の「小野」の文字（縦書き）を置いている。
校歌
1958年（昭和33年）に制定。作詞は宮崎康平、作曲は山口健作による。歌詞は3番まであり、3番に校名の「小野」が登場する。
校区
諫早市小野地区。住所表記で「諫早市」の後に「赤崎町、黒崎町、小野町、小野島町、川内町、長野町、中央干拓」が続く地域。中学校区は諫早市立小野中学校。

## 沿革
- 1873年（明治6年）- 小野村宗方名に「小野小学校」が開校。小野・宗方・川内・長野・小野島を校区とした。宗方名に校舎が完成。
- 1874年（明治7年）7月8日 - 正式に長崎県によって「第五大学区長崎県管下第一中学区の小学校」として認可される[2]。
- 1878年（明治11年）- 校舎を新築。
- 1881年（明治14年）- 火災により校舎一部を焼失。
  - この時、黒崎竜宮山鼻に崎島小学校が創設される。赤崎・黒崎・小野島を校区とする。
- 1886年（明治19年）7月 - 小学校令の施行により、尋常科（修業年限4年）を設置の上、「尋常小野小学校」に改称。
- 1890年（明治23年）4月 - 尋常崎島小学校を統合。小野本村名に校舎を新築し移転を完了。
- 1892年（明治25年）4月 - 「小野尋常小学校」と改称（「尋常」の位置が変更となる）。
- 1893年（明治26年）4月 - 高等科を併置の上、「小野尋常高等小学校」を設置
- 1895年（明治28年）3月 - 高等科を廃止し「小野尋常小学校」（再）となる。
- 1901年（明治34年）- 木造2階建ての校舎を増築。
- 1902年（明治35年）4月 - 高等科を併置の上、「小野尋常高等小学校」（再）に改称（尋常科4年・高等科4年）。
- 1907年（明治40年）- 高潮の被害を受ける。
- 1908年（明治41年）4月1日 - 小学校令の改正により、義務教育年限（尋常科の修業年限）が4年から6年に延長される（尋常科6年・高等科2年）。
  - 旧高等科1年を尋常科5年、旧高等科2年を尋常科6年、旧高等科3年を高等科1年、旧高等科4年を高等科2年に振り替える。
  - 赤崎・小野島・川内に分教場を設置し、尋常科1・2年生を収容。
- 1924年（大正13年）- 現在地に校舎が完成し移転を完了。
- 1929年（昭和4年）- 公会堂が完成。
- 1940年（昭和15年）9月1日 - 諫早市の発足[3]に伴い、諫早市立の小学校となる。
- 1941年（昭和16年）4月1日 - 国民学校令の施行により、「諫早市小野国民学校」に改称。尋常科を初等科に改める（初等科6年・高等科2年）。
- 1947年（昭和22年）4月1日 - 学制改革（六・三制の実施）が行われる。
  - 国民学校の初等科が改組され、「諫早市立小野小学校」（現校名）となる。
  - 国民学校の高等科が改組され、新制中学校「諫早市立小野中学校」が発足。
- 1954年（昭和29年）- 給食室が完成。
- 1973年（昭和48年）- プールが完成。
- 1974年（昭和49年）3月31日 - 小野島分校を廃止。
- 1975年（昭和50年）- 体育館が完成。
- 1976年（昭和51年）- 創立100周年記念式典を挙行。
- 1977年（昭和52年）- 米飯給食の実験校となる。
- 1979年（昭和54年）- 給食調理室が完成。
- 1982年（昭和57年）- 特別教室が完成。
- 1988年（昭和63年）- 図工用焼窯小屋が完成。
- 1999年（平成11年）- 運動場を拡張。
- 2008年（平成20年）- 中校舎の全面改修を実施。
- 2009年（平成21年）- 体育館と南校舎の全面改修を実施。

## アクセス
最寄りの鉄道駅
- 島原鉄道線 「小野駅」

最寄りのバス停
- 長崎県営バス「小野」バス停
- 島鉄バス「小野」バス停

最寄りの幹線道路
- 国道57号（島原街道）「宗方」・「小野小学校前」交差点

## 周辺
- JA長崎県央小野支店
- 諫早市立小野中学校
- 諫早小野郵便局
- 宗方神社

## 関連事項
- 長崎県小学校一覧